# Estación de Poitiers
La estación de Poitiers, es la principal estación ferroviaria de la ciudad francesa de Poitiers.   Por ella circulan tanto trenes de alta velocidad, como de grandes líneas, media distancia y regionales. 
En 2007, fue utilizada por cerca de 2,5 millones de pasajeros.

## Historia
Fue inaugurada en 1851 dentro de la prolongación de la línea París-Orleans hacia Tours que luego se convertiría en la clásica línea París-Burdeos. En un primer momento, fue gestionada por la Compagnie du chemin de fer de Paris à Orléans hasta que en 1938 las seis grandes compañías privadas que operaban la red se fusionaron en la empresa estatal SNCF. 
Durante la Segunda Guerra Mundial fue destruida por un bombardeo aliado en 1944 y reconstruida poco después. 
En la década de los 80 y para facilitar la llegada de los trenes de alta velocidad la estación fue nuevamente renovada. 
Desde 1997 la gestión de las vías corresponde a la RFF mientras que la SNCF gestiona la estación.

## Descripción
La moderna estación de Poitiers se compone de 9 vías y 4 andenes, tres de ellos centrales.

## Servicios ferroviarios

### Alta Velocidad
Los trenes TGV que transitan por la estación permiten enlazar las siguientes líneas:
- Línea La Rochelle ↔ París.
- Línea Burdeos ↔ París.
- Líneas Tarbes/ Hendaya / Irún / Toulouse ↔ París.
- Línea Poitiers ↔ Lyon / París.
- Línea Burdeos / Toulouse ↔ Lille / Bruselas / Estrasburgo.

### Grandes líneas
Los trenes Elipsos unen Francia con España siguiendo la línea:
- Línea Madrid ↔ París

### Media Distancia
Los trenes Intercités enlazan las siguientes ciudades:
- Línea Royan ↔ París. Sólo en verano.

### Regionales
Son muchos los trenes regionales que circulan por estación:
- Línea Poitiers ↔ Limoges.
- Línea Poitiers ↔ Tours.
- Línea La Rochelle ↔ Tours.
- Línea Burdeos ↔ Poitiers.
- Línea La Rochelle ↔ Poitiers
- Línea Royan ↔ Poitiers.
- Línea Angulema ↔ Châtellerault.